# 三角形 (星官)
三角形是中国古代星官之一，为明代末期徐光启所编的《崇祯历书》上根据西方星表加上近南极星区的23个星官之一。
它位于现代星座划分的南三角座，含有3颗恒星。

## 所含恒星及对应西方名称[1]
| 中国古代星名 | 现代星名 | 所属星座 |
| ------------ | -------- | -------- |
| 三角形一     | γ TrA    | 南三角座 |
| 三角形二     | β TrA    | 南三角座 |
| 三角形三     | α TrA    | 南三角座 |
| 三角形增一   | δ TrA    | 南三角座 |
| 三角形增二   | ε TrA    | 南三角座 |
| 三角形增三   | κ1 Aps   | 天燕座   |
| 三角形增四   | κ2 Aps   | 天燕座   |